# Marzanna Cechowska-Pasko
Marzanna Cechowska-Pasko – polska naukowiec, profesor nauk medycznych i nauk o zdrowiu.

## Życiorys
W 1990 ukończyła analitykę medyczną na Akademii Medycznej w Białymstoku, gdzie zaraz po studiach rozpoczęła pracę. W 1995 pod kierunkiem dra hab. Jerzego A. Pałki z Zakładu Biochemii AMB obroniła pracę doktorską "Glikozoaminoglikany skóry szczurzej w przebiegu doświadczalnej cukrzycy" uzyskując stopień naukowy doktora nauk medycznych. Następnie odbyła staż naukowy w Novartis Oncology w Szwajcarii. W 2012 na podstawie osiągnięć naukowych i złożonej rozprawy "Regulacyjna rola białka ORP150 w metabolizmie wybranych składników macierzy pozakomórkowej w hodowlach komórek in vitro" uzyskała stopień naukowy doktora habilitowanego nauk farmaceutycznych. W 2019 otrzymała tytuł naukowy profesora.
Wcześniej pracowała w Zakładzie Biochemii Lekarskiej Uniwersytetu Medycznego w Białymstoku. Obecnie pełni funkcję kierownika Zakładu Biochemii Farmaceutycznej UMB. Członek komitetu redakcyjnego czasopism Mathews Journal of Pharmaceutical Science oraz Edorium Journal of Biomolecules.